# Reazione di copulazione
La reazione di copulazione, o azocopulazione, è una reazione chimica che prevede la condensazione di un sale di diazonio con un generico composto aromatico, chiamato copulante, per dare la formazione di un azocomposto. L'azocopulazione è un processo molto utilizzato per la produzione industriale dei coloranti azoici.

## Reazione
Nella dinamica di reazione il sale di diazonio (nell'esempio cloruro di benzendiazonio) si comporta da elettrofilo mentre il composto aromatico (nell'esempio anilina) si comporta da nucleofilo. È importante che il nucleofilo abbia almeno una posizione libera in orto o in para sull'anello aromatico affinché possa avvenire la reazione.

## Azocopulazione come saggio di riconoscimento
In chimica analitica l'azocopulazione, o saggio di copulazione, rappresenta un importante test chimico utilizzato per il riconoscimento dei composti organici contenenti la struttura delle ammine primarie aromatiche di formula generale Ar-NH2.

### Procedimento
Si solubilizza il composto in esame in H2O e si aggiungono nitrito di sodio e acido cloridrico diluito. Si aggiunge quindi il reattivo costituito da fenolo o da α-naftolo o da beta-naftolo solubilizzato in una soluzione acquosa di idrossido di sodio. Il saggio è positivo se si ha la comparsa di un precipitato di colore rosso solubile in etanolo (la colorazione va dal giallo all'arancione al rosso a seconda della natura chimica della sostanza in analisi). La reazione deve essere effettuata a 0 °C in quanto a temperatura ambiente il sale di diazonio che si verrà a formare non sarà sufficientemente stabile da dare la reazione di copulazione con il beta-naftolo, tenderà quindi a liberare azoto gassoso N2. In genere si usano 3 provette nelle quali vengono preparati i reattivi e messe in ghiaccio, successivamente si procede all'esecuzione del saggio.

### Reazione
Il nitrito di sodio e l'acido cloridrico in soluzione reagiscono producendo la specie attiva HNO2, secondo la reazione:
NaNO2 + HCl → HNO2 + NaCl
L'acido nitroso reagisce con l'ammina primaria aromatica (nell'esempio l'anilina) con la formazione di un catione diazonio avente per controione Cl− proveniente dall'acido cloridrico aggiunto. I sali di diazonio sono specie elettrofile non molto reattive: solo in presenza di substrati aromatici alquanto attivati, come un'ammina aromatica, o anche uno ione fenato (in pratica, un fenolo in ambiente leggermente basico) reagiscono (sostituzione elettrofila aromatica) per dare un azocomposto, caratterizzato dalla presenza del gruppo -N=N- a ponte tra due anelli benzenici. Quest'ultimo passaggio, con la formazione del legame N–C, rappresenta la reazione di azocopulazione vera e propria.
| An animation of the reaction mechanism of the azo coupling |
| animazione                                                 |

### Reattivo
Nella soluzione acquosa contenente il fenolo e l'idrossido di sodio si viene ad instaurare un equilibrio che vede la formazione di fenossido di sodio:
Ph-OH + NaOH ⇄ Ph-O−Na+ + H2O
Il fenossido è più reattivo del fenolo per via della forma di risonanza che vede la dislocazione della carica negativa dell'ossigeno sul carbonio in posizione para (o orto se il composto è para-sostituito) all'anello aromatico, ovvero il carbonio che esegue l'attacco nucleofilo sull'azoto del catione diazonio, velocizzando quindi la reazione di copulazione.